# Magikarp
Magikarp (Japans: コイキング Koiking) is een Water-type Pokémon uit de Pokémon-franchise van Nintendo, Game Freak en Creatures Inc. Magikarp werd geïntroduceerd in de eerste generatie en staat bekend als een van de zwakste en meest onhandige Pokémon in de spellen. Ondanks zijn lage kracht staat Magikarp symbool voor het potentieel tot groei, aangezien het evolueert in de krachtige Pokémon Gyarados. 

## Uiterlijk en ontwerp
Magikarp is een visachtige Pokémon met een rood/oranje lichaam, grote ogen en witte vinnen.  Het ontwerp is gebaseerd op de karper, een vissoort die in de Aziatische folklore vaak symbool staat voor doorzettingsvermogen en transformatie. Volgens een legende kan een karper die een waterval opzwemt, veranderen in een draak een thema dat weerspiegeld wordt in Magikarp’s evolutie naar Gyarados. 

### Gedrag en kenmerken
Magikarp is berucht vanwege zijn nutteloosheid in gevechten. Het heeft zeer beperkte aanvallen en is vaak alleen in staat de aanval Splash (in het Japans letterlijk “Hop”) uit te voeren, die geen enkel effect heeft in gevechten. In latere niveaus leert Magikarp ook Tackle en Flail, maar het blijft zwak totdat het evolueert. 
In de Pokédex-omschrijvingen wordt Magikarp vaak neergezet als “sloom”, “krachteloos” en “de zwakste Pokémon ter wereld”. Toch wordt het ook omschreven als zeer taai en in staat om te overleven in extreem vervuild water. 

### Evolutie
Magikarp is de basisvorm in een evolutionaire lijn:
- Magikarp (#129) → Gyarados (#130)

Magikarp evolueert in Gyarados vanaf level 20. Deze evolutie staat bekend als een van de meest dramatische veranderingen in kracht binnen de Pokémon-reeks, en wordt vaak gezien als beloning voor geduldige spelers. 